# Poggioreale (Italia)
Poggioreale è un comune italiano di 1 277 abitanti del libero consorzio comunale di Trapani in Sicilia.
Sorge su un territorio collinare (a circa 150 m sopra il livello del mare) nella valle del Belice, vicino al fiume omonimo.

## Storia
Nel territorio di Poggioreale si ritiene essersi svolta nel 339 a.C. la battaglia del Crimiso, forse proprio in prossimità del luogo dove è stata ricostruita la nuova città, poco distante dal punto di confluenza dei due rami del Belice. Il nome Poggioreale viene dal latino podus regalis (ovvero "Poggio del Re").
Il paese fu fondato come centro agricolo nel 1642 dal marchese di Gibellina, Francesco Morso, che nel 1643 ebbe il titolo di principe di Poggioreale.
Il Terremoto del Belice del 1968 colpì la Valle del Belice distruggendo la città, lasciando solo ruderi mai restaurati in quanto una ricostruzione del paese nel suo precedente sito fu ritenuta svantaggiosa; il paese venne quindi ricostruito alcuni chilometri più a valle.

## Monumenti e luoghi d'interesse

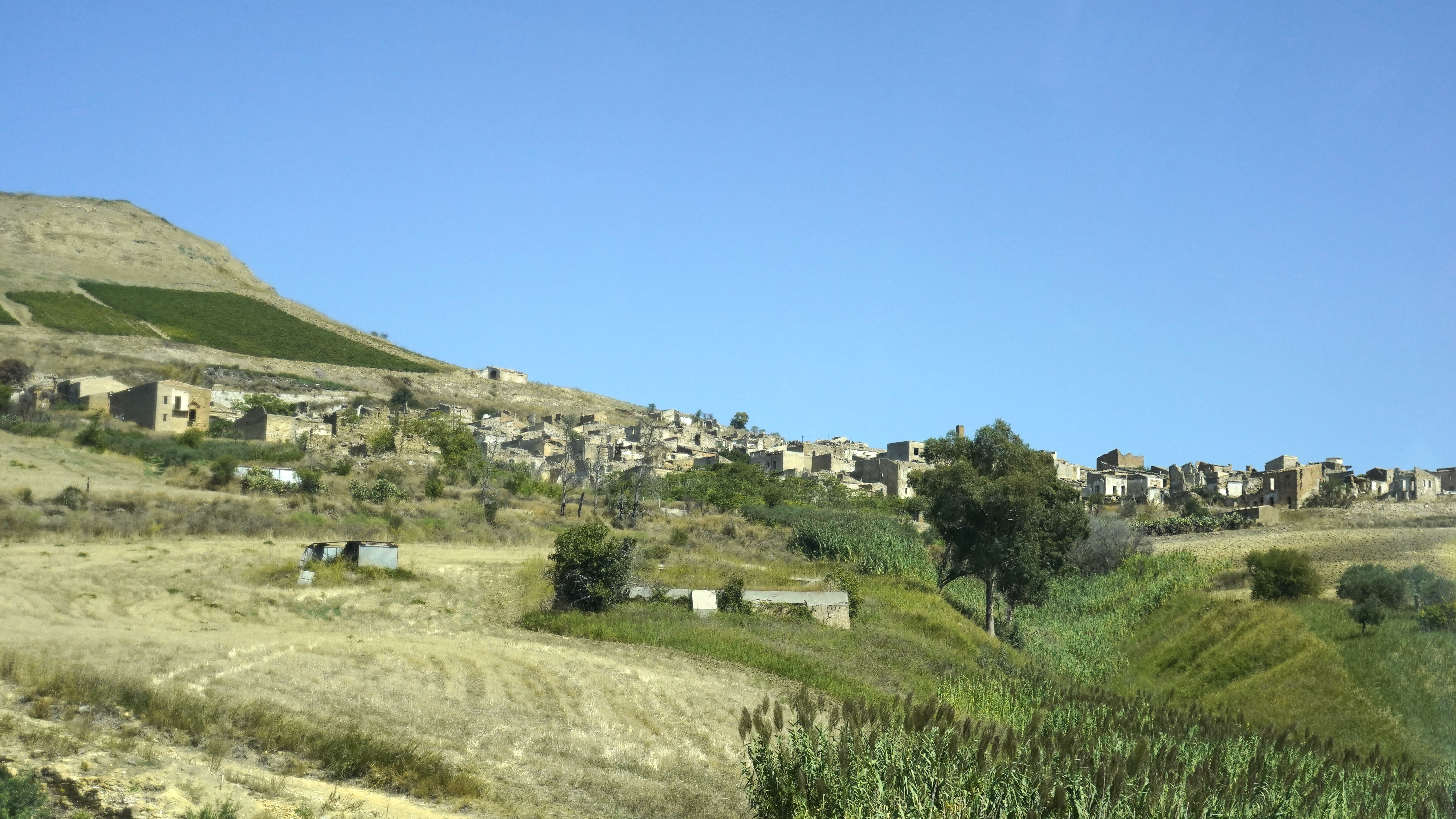
I ruderi della città vecchia visti da lontano

Nel tempo si è originato un turismo di passaggio, interessato ai ruderi della vecchia città, denominata da alcuni La città fantasma, distrutta dal terremoto del 1968, ma rimasta intatta nel tessuto viario e in alcuni edifici più rappresentativi. Una parte del racconto visivo della città di Poggioreale, dopo il terremoto, è stato raccontato dal pittore Guido Irosa attraverso 34 tele, che racchiudono il periodo dal 2000 al 2005. I ruderi testimoniano la vita, ancora visibile, vissuta prima del 1968.
Presso la Biblioteca comunale è stato allestito un museo etno-antropologico di vita contadina, e sono esposti alcuni dei reperti recuperati negli scavi del monte Castellazzo.
Nel nuovo centro si può ammirare la nuova piazza Elimo realizzata da Paolo Portoghesi, la fermata dell'autobus e la cappella di sant'Antonio, realizzata da Franco Purini.

## Cinema
I ruderi della Poggioreale Antica hanno attratto alcuni registi cinematografici. Giuseppe Tornatore vi girò scene di Nuovo Cinema Paradiso, L'uomo delle stelle e Malèna. Inoltre Poggioreale servì anche per alcune riprese delle serie La piovra, Cefalonia e di La guerra di Cam, lungometraggio di Laura Muscardin.

## Società

### Evoluzione demografica
Abitanti censiti

## Economia
Nel territorio di Poggioreale si coltivano cereali, ortaggi, olive della varietà Nocellara del Belice, meloni gialli, angurie, uva, frutta. Sono presenti allevamenti di ovini di razza Valle del Belice, dal cui latte si ottiene la vastedda della Valle del Belice DOP, e un allevamento di bufale. Poggioreale è sede del Consorzio di tutela della Vastedda della Valle del Belice DOP e del Nuovo Consorzio di tutela del Pecorino Siciliano DOP e ospita l'unico centro regionale per la produzione del caglio. I vigneti della valle del fiume Belice producono in particolare uve rosse dai vitigni Nero d'Avola, Syrah e Cabernet sauvignon, oltre al Catarratto, vitigno bianco tipico della zona.

## Amministrazione

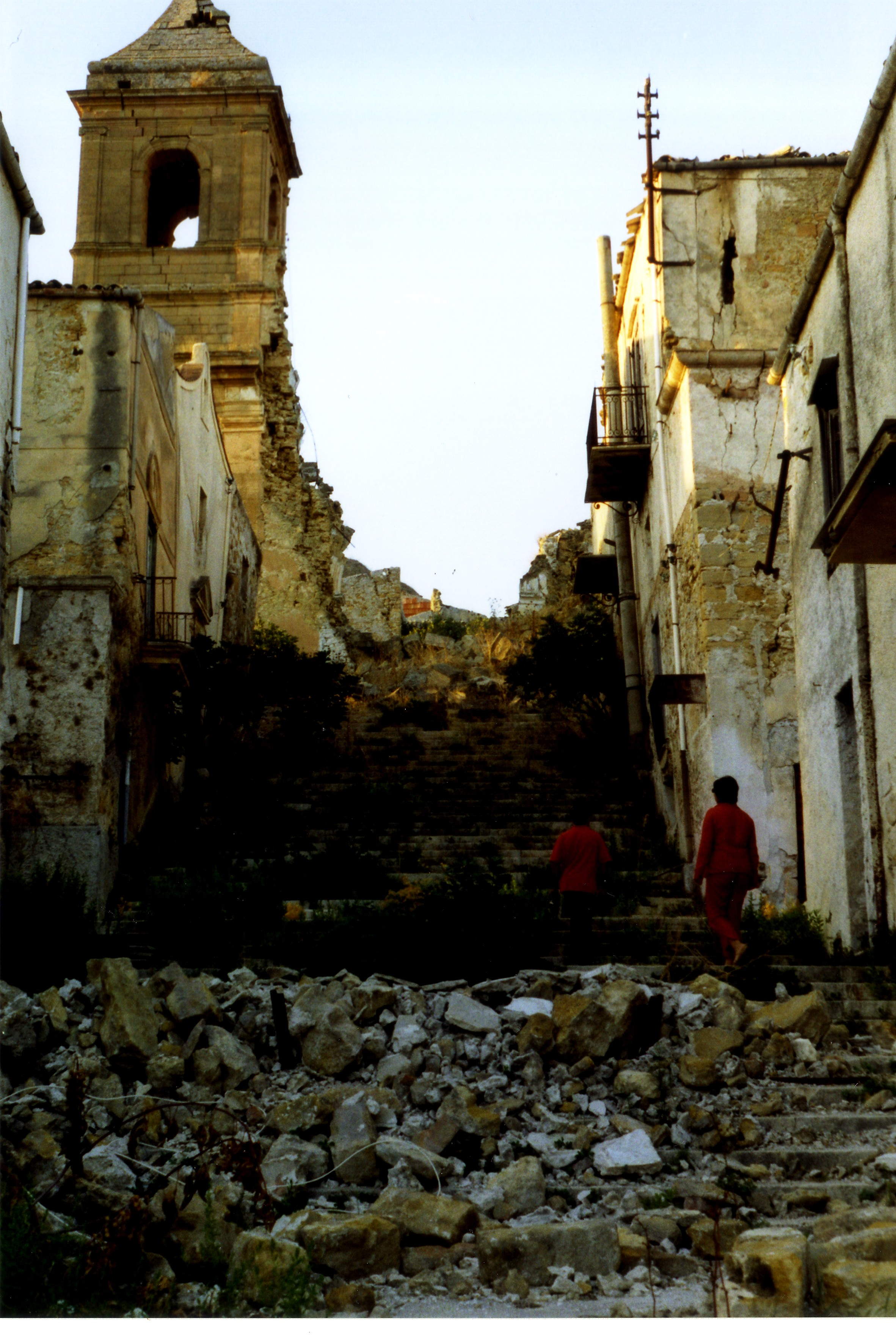
Ruderi del terremoto del 1968.

Di seguito è presentata una tabella relativa alle amministrazioni che si sono succedute in questo comune.
| Periodo         | Periodo         | Primo cittadino    | Partito              | Carica              | Note   |
| --------------- | --------------- | ------------------ | -------------------- | ------------------- | ------ |
| 17 giugno 1985  | 20 maggio 1990  | Gaetano Salvaggio  | Democrazia Cristiana | Sindaco             | [ 10 ] |
| 20 maggio 1990  | 11 marzo 1994   | Gaetano Salvaggio  | Democrazia Cristiana | Sindaco             | [ 10 ] |
| 11 marzo 1994   | 14 giugno 1994  | Elio Palma         |                      | Comm. straordinario | [ 10 ] |
| 14 giugno 1994  | 25 maggio 1998  | Caterina Tusa      | lista civica         | Sindaco             | [ 10 ] |
| 25 maggio 1998  | 27 maggio 2003  | Pietro Vella       | L'Ulivo              | Sindaco             | [ 10 ] |
| 27 maggio 2003  | 1º marzo 2006   | Pietro Vella       | L'Ulivo              | Sindaco             | [ 10 ] |
| 1º marzo 2006   | 17 giugno 2008  | Alfredo Finotti    |                      | Comm. regionale     | [ 10 ] |
| 17 giugno 2008  | 12 gennaio 2012 | Leonardo Salvaggio | lista civica         | Sindaco             | [ 10 ] |
| 12 gennaio 2012 | 11 giugno 2013  | Sebastiano Messina |                      | Comm. straordinario | [ 10 ] |
| 11 giugno 2013  | 12 giugno 2018  | Lorenzo Pagliaroli | lista civica         | Sindaco             | [ 10 ] |
| 12 giugno 2018  | 30 maggio 2023  | Girolamo Cangelosi | lista civica         | Sindaco             | [ 10 ] |
| 30 maggio 2023  | in carica       | Carmelo Palermo    | lista civica         | Sindaco             | [ 10 ] |